# Clarques
Clarques era una comuna francesa situada en el departamento de Paso de Calais, de la región de Alta Francia, que el 1 de enero de 2016 pasó a ser una comuna delegada de la comuna nueva de Saint-Augustin al fusionarse con la comuna de Rebecques.

## Demografía
| Gráfica de evolución demográfica de Clarques entre 1800 y 2013 |
|                                                                |

Los datos demográficos contemplados en este gráfico de la comuna de Clarques se han cogido de 1800 a 1999 de la página francesa EHESS/Cassini, y los demás datos de la página del INSEE.